# 야나이쓰정
야나이쓰정(柳井津町)은 야마구치현 구가군에 설치되었던 정이다. 현재의 야나이시 중심부, 산요본선 야나이역의 주변에 해당한다.

## 역사
- 1889년 4월 1일 - 정촌제 시행에 의해 근세이후의 야나이쓰정이 단독으로 자치단체를 형성하였다.
- 1905년 1월 1일 - 야나이촌, 고가이사쿠촌과 합병해, 야나이정이 성립, 동일 야나이촌은 폐지되었다.

## 교통

### 철도
- 철도성
  - 산요본선

## 참고문헌
- 角川日本地名大辞典 35 山口県